# Угрюмово (Калінінградська область)
Угрюмово (рос. Угрюмово) — селище Черняховського району, Калінінградської області Росії. Входить до складу Свободненського сільського поселення.
Населення —  165 осіб (2015 рік). 

## Населення
| 2002 | 2010 |
| ---- | ---- |
| 167  | ↘165 |